# Sarawak (fleuve)
Le fleuve Sarawak (en malais : Sungai Sarawak) est un cours d'eau de l'État de Sarawak, en Malaisie. Situé sur l'île de Bornéo, il est long de 120 km et son bassin versant a une superficie de 2 459 km². Il prend sa source au sud-ouest de Sarawak dans les monts Kapuas et se jette dans la  mer de Chine méridionale peu après avoir traversé la capitale du Sarawak Kuching. Il constitue une artère de transports et une source d'eau importante pour cette dernière.